# سرگنی
سرگنی (به مجاری:  Szergény) یک شهرداری در مجارستان است که در واش واقع شده‌است. سرگنی ۱۵٫۶۱ کیلومتر مربع مساحت و ۳۴۴ نفر جمعیت دارد.